# Cornelis Lampsins

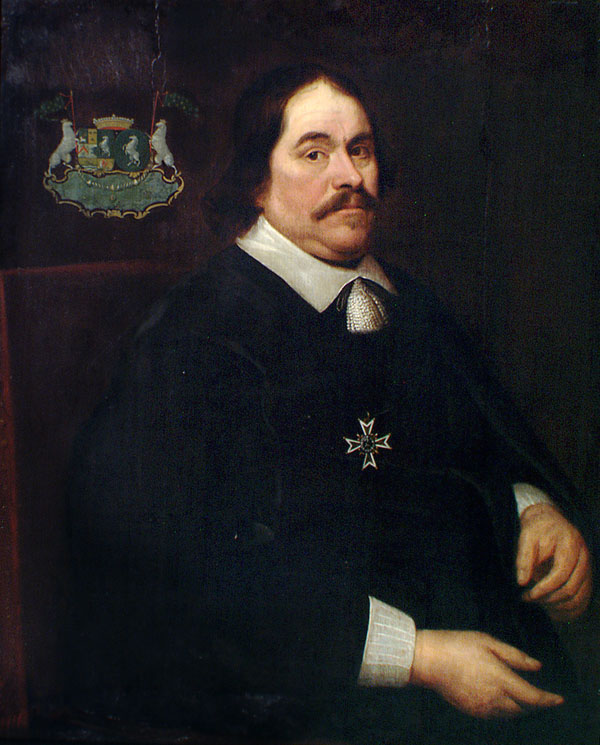
Cornelis Lampsins (c 1655)

Cornelis Baron Lampsins (* 1600 in Vlissingen; † 1664 ebenda), Baron von Tobago, war ein niederländischer Reeder, Großhändler, Politiker, Aristokrat und Landesherr.

## Biografie
Er wurde in der zeeländischen Stadt Vlissingen als Sohn des Großhändlers und Reeders Jan Lampsins und der Janneken Velters geboren. Die Familie Lampsins besaß die größte Reederei ihrer Zeit und hatte auch Anteile an der Vlissinger Kammer der Niederländischen Ostindien-Kompanie inne. Im "Lampsinshuis", dem Sitz der Familie in Vlissingen, befindet sich heutzutage das Zeeuws Maritiem muZEEum. Zusammen mit seinem Bruder Adriaen Lampsins wurde er im Jahre 1631 in den Rat von Vlissingen benannt. Weiter war Cornelis Lampsins einer der Leiter über die Niederländische Westindien-Kompanie. Als Bürgermeister der Stadt Vlissingen saß er zwischen 1654 und 1660 im Amt.
Im Jahre 1654 hatte sich die Herrschaft der zeeländischen Händler unter den Gebrüdern Lampsins an der Südküste von Tobago gefestigt, welches sie Nieuw-Walcheren nannten. Dort gründeten sie die Niederlassung Lampsinsburg, das heutige Scarborough. Der französische König Ludwig XIV. ernannte Cornelis Lampsins im Jahre 1662 zum Baron und erhob Tobago zum französischen Lehen und Baronat. Kurz hernach wurde er mit dem Ordre de Saint-Michel ausgezeichnet.